# Pont d'Espagne
Pont d'Espagne es un sitio turístico natural protegido en los Pirineos, a una altitud de unos 1.500 m sobre el nivel del mar, en el municipio de Cauterets en los Altos Pirineos (Francia).
Se trata de un área protegida de los Pirineos que forma parte del parque nacional de los Pirineos. También hay un área de esquí de fondo perteneciente a la estación de esquí de Cauterets.

## Historia

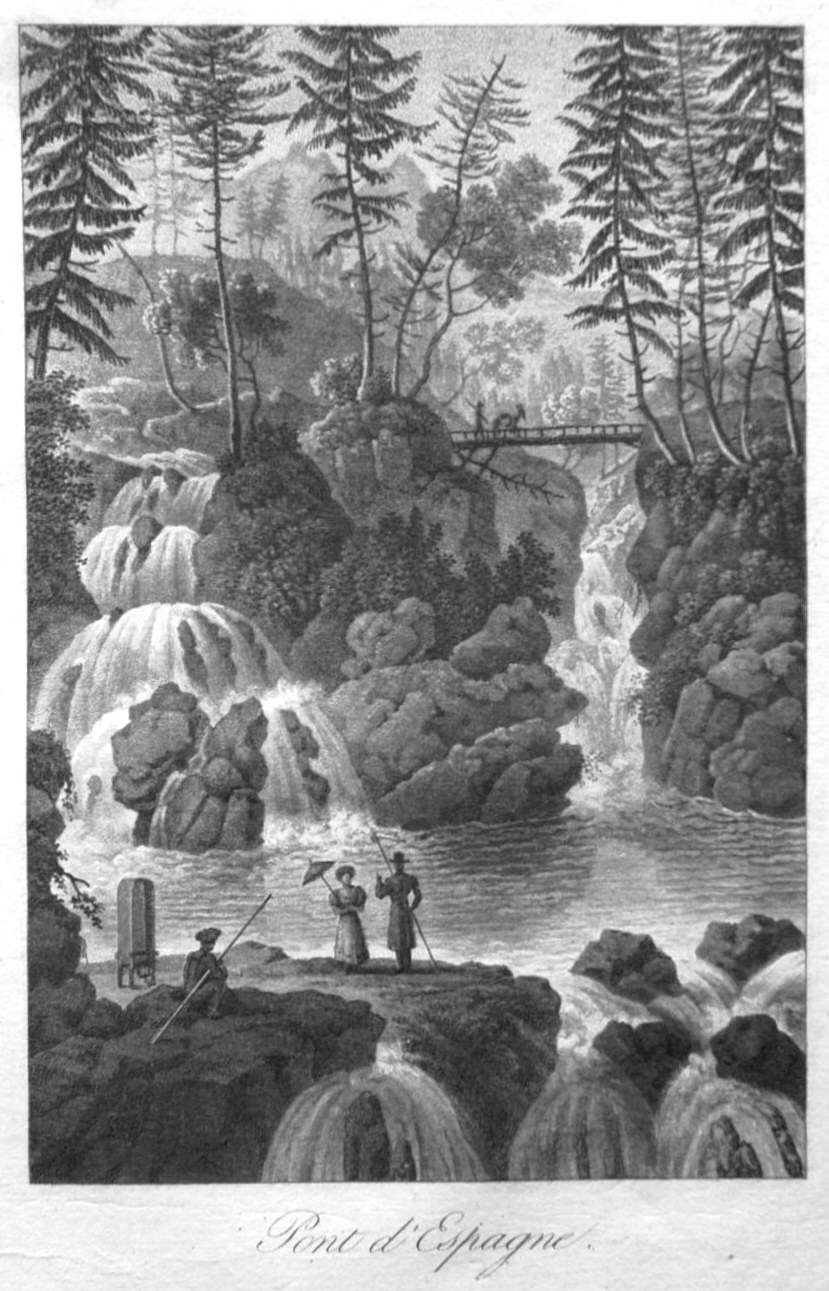
Imagen del lugar en pleno.

El sitio era un lugar de tránsito para el comercio con España. En la mitad del siglo XIX se convierte en un lugar popular entre la alta sociedad, y posteriormente, en la década de 1960, pasa a ser un lugar para el turismo de masas. 
Fuertemente degradado por el tráfico y los turistas, a finales de los años 1990 se acometió un proyecto de rehabilitación extensa.

## Geografía
El Pont d'Espagne está ubicado en Marcadau sobre el valle Jeret. El área es un cuello de botella geográfico en el cruce de dos arroyos de montaña y de tres valles, por lo que es un lugar con muchas cascadas y arroyos de montaña.
En la zona superior predominan las praderas y los pastos, lo que permite la presencia de manadas de vacas en verano.
La zona más baja después del Valle de Jeret es una zona estrecha y boscosa.
Hay un pequeño restaurante instalado frente a la cascada del Lago de Gaube.